# 메뉴 키

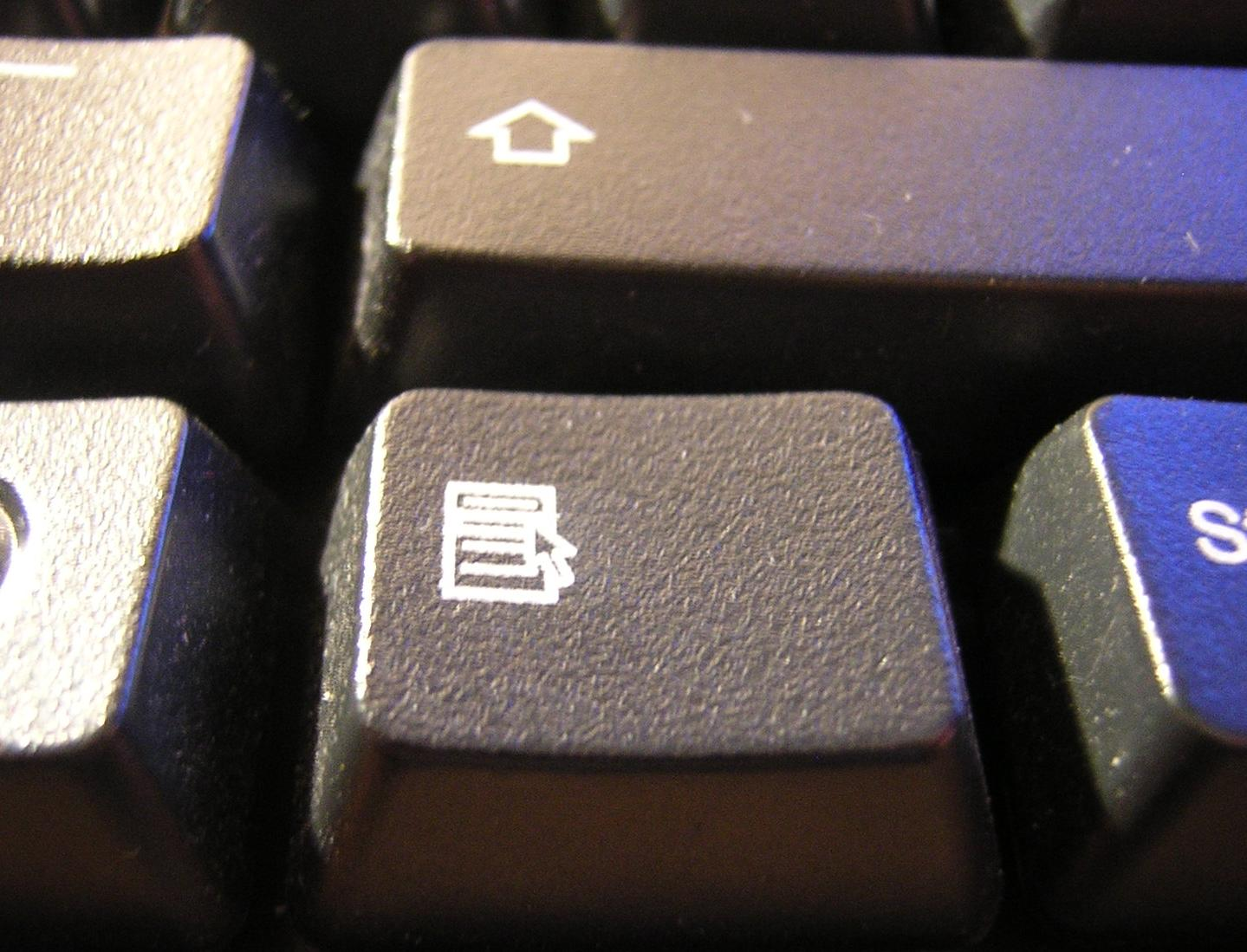
메뉴 키

메뉴 키(menu key) 또는 애플리케이션 키(application key)는 마이크로소프트 윈도우용 키보드에 있는 키이다.

## 특징
키캡에는 대개 콘텍스트 메뉴(상황에 맞는 메뉴)와 마우스 커서가 그려져 있다. 이 키는 일반적으로 마이크로소프트 윈도우에서 마우스 오른쪽 버튼과 동일한 역할을 하는 키로 쓰인다. 마이크로소프트 윈도우는 윈도우 95부터 마우스 오른쪽 버튼을 적극적으로 사용하기 시작했는데, 마우스 버튼이 1개밖에 없는 사용자를 위해 키보드에 ⊞ Win와 함께 이 키를 추가했다.
보통 오른쪽 Alt와 ⊞ Win 사이(또는 오른쪽 Alt 키와 Ctrl 키 사이)에 배치된다. 이 키를 누르면 콘텍스트 메뉴가 표시된다. 윈도우 95 이래로 나온 대부분의 IBM PC 호환기종용 키보드에 이 키가 추가된 채로 생산되지만 여전히 이 키가 없는 키보드도 생산되고 있다. 이런 키보드를 사용할 경우 마우스의 오른쪽 버튼을 클릭하거나 ⇧ Shift+F10을 누르면 동일한 효과를 볼 수 있다.

## 다른 용도
한편 USB 규격에서는 윈도의 ≣ Menu 키와 Compose 키가 동일한 키 코드(USB Usage ID)를 내도록 하고 있다. 따라서 윈도용 USB 키보드를 솔라리스 시스템에 연결하면 메뉴 키가 컴포즈 키 역할을 수행하게 되고, 반대로 솔라리스용 키보드를 윈도 시스템에 연결하면 컴포즈 키가 메뉴 키 역할을 수행하게 된다.
PuTTY에서도 이와 유사하게 ≣ Menu 키를 Compose 키로 에뮬레이션하는 옵션을 제공한다.

## 같이 보기
- 햄버거 버튼